# Đền Vũ Lâm
Đền Vũ Lâm ngày xưa gọi là Miếu Ngoài, toạ lạc ở xứ đồng Gạo Đôi, cách làng Phù Long khoảng hơn 1000m về phía Đông Nam. Nơi thờ Đức Thánh Cả họ Trương. Ngài quê ở làng Vân Mẫu, xã Vân Dương, huyện Võ Giàng (nay là thôn Vân Mẫu, phường Vân Dương, thành phố Bắc Ninh, tỉnh Bắc Ninh)
Ngài là con cả trong một gia đình có 5 anh em, 4 trai, 1 gái, cùng sinh ngày mùng 5 tháng Giêng, năm Nhâm Ngọ (tức năm 502 DL). Ngài là người rất thông minh, khôi ngô tuấn tú, diện mạo khác thường. Lúc còn nhỏ chơi đùa với bạn trẻ thường bày ra cách chơi rất lạ lùng, lớn lên theo học thầy Lã tiên sinh, Ngài tỏ ra tinh thông binh thư, am tường võ lược. Tuy nhà nghèo nhưng Ngài vẫn luôn chăm chỉ miệt mài rèn luyện, đọc sách, tập võ, vã vẫn phụng dưỡng mẹ già đầy đủ, chu đáo, không sai sót chút nào.
Ngày 15 tháng 4 năm Kỷ Hợi (tức năm 509 DL), Thánh mẫu băng hà, đêm ấy Ngài Cả mơ thấy ông già tóc bạc phơ, chỉ cho chỗ đất tốt để chôn cốt mẹ. Tang lễ xong, ngày đêm Ngài than thở: "Cây muốn lặng mà gió chẳng đừng, con muốn nuôi mẹ mà mẹ không còn". Đêm đêm Ngài thường đi viếng mộ mẹ ở bãi tha ma, lạ kỳ gặp lũ quỷ, Ngài giao đấu chỉ vài hiệp là lũ quỷ đã thua, phải xúm quanh bái phục. Quỷ bộ áo đỏ, quỷ bộ áo trắng đều dâng bảo bối và tôn Ngài làm sư phụ. Từ đó Ngài dốc lòng hiếu thảo, thờ mẹ trọn vẹn ba năm. Mãn tang mẹ, đến tuổi 20 đất nước có loạn, nhà Lương bên Tàu sai Trần Bá Tiên, Dương Phiêu đem quân sang xâm chiếm nước ta, Ngài tự chiêu mộ binh sĩ đem quân theo Lý Nam Đế giúp đánh tan giặc Lương, dựng nước Vạn Xuân độc lập
Triệu Quang Phục được Lý Nam Đế trao cho binh quyền, ngôi vị, gặp lúc khó khăn phải rút quân về đầm Dạ Trạch, ở Hưng Yên để củng cố. Triệu Quang Phục phong ông Cả họ Trương là Thượng tướng quân, ông Hai là Phó tướng quân, ông Ba, ông Tư đều là Tỳ tướng, hội đồng đánh giặc; bà Cô là hậu binh lương. Các Ngài giúp Triệu Quang Phục nhiều mưu kế, được coi là ông tổ của cách đánh du kích, lấy ít đánh nhiều, lấy yếu đánh mạnh, bí mật bất ngờ dẫn quân theo đường thủy, bốn bề ập lại đánh úp giúp nhà Triệu đánh tan giặc Lương lần thứ Hai vào năm Mậu Thìn (548 DL). Nước đã bình yên, Triệu Việt Vương lên ngôi, đóng đô ở Long Biên, thiên hạ thái bình, tứ dân yên nghiệp được hai mươi hai năm thì Triệu Việt Vương bị mắc kế gian tà, không giữ được thành trì, phải đưa con gái rút chạy đến cửa Đại Nha, cùng đường phải gieo mình xuống biển tự vẫn. Ngài cả họ Trương biết trước tình thế như vậy, đã hết lòng can gián vua nhưng không thành bèn xin từ quan, trả chức về Phù Lan Sơn trang ở ẩn 15 năm, từ năm 547 – 571 (Phù Lan là tên gọi xưa của làng Phù Long ngày nay – nơi đang toạ lạc đền Vũ Lâm)
Sau khi Triệu Việt Vương mất ngôi vua, Hậu Lý Nam Đế biết Ngài là tướng có tài đã cho người đi mời anh em Ngài về làm quan, hứa phong chức cao hơn và thưởng nhiều vàng bạc, nhưng Ngài không nghe mà nói rằng: "Trung thần không thờ hai vua, mà nên quên mình chết vì đại nghĩa"
Toàn gia đều nghe theo, xin thề cùng sống cùng chết, rồi giả làm thuyền buôn trở về bản quán viếng mộ mẹ. Ngài Cả cho thuyền theo vào sông Nguyệt Đức (hay còn gọi là sông Như Nguyệt – nay là sông Cầu ở Bắc Ninh), đến Phương La, huyện Yên Phong, nhìn thấy khí trời tốt đẹp, non nước hữu tình nên dong thuyền ra giữa dòng đục thủng thuyền mà tự chìm xuống đáy nước. Đó là vào ngày mùng 10 tháng 04 năm Tân Mão (năm 571 DL). Ông Hai cũng đục thuyền tự đuối ở Phượng Nhỡn, huyện Yên Dũng, tỉnh Bắc Giang. Toàn gia bốn anh em, cùng hàng chục người đều tự vẫn cùng ngày. Lúc đó người con thứ tư của ông Cả mơi hai tuổi nên người cô phải cùng cháu ở lại Phù Lan.
Lớn lên người con dòng dõi họ Trương diện mạo, tính nết khác người. Vua Hậu Lý Nam Đế vui mừng sai người đi đón về để ban chúc Thứ Sử, nhưng ông hiểu rõ nỗi đau của cha chú đều trung nghĩa đã cùng tuẫn tiết mà không chịu nhận chức. Ông con rồi cũng tìm về nơi cha lật thuyền trước đây, tỏ lòng ai oán mà thốt lên rằng"
" Trời cao soi xét lòng trung,
Sắt song vì nước thung dung một nhà,
Sống mà thẹn với sơn hà
Xin cùng theo gót mẹ cha sông này"
Thế rồi cũng trẫm mình xuống sông tự vẫn vào ngày mùng hai tháng hai, nay có đền thờ ở làng Mai Thượng, Hiệp Hoà, Bắc Giang. Ông con cũng được gọi là Đức Thánh Hậu, linh thiêng lắm.
Bà Cô thì ăn mặc giả nhà sư về Vân Mầu tảo mộ, một tháng sau cũng ra đầm chiêm tự vẫn ngày mùng bốn tháng ba. Đến nay vẫn có miếu thờ.
Các Ngài sống làm tướng lòng trung không được tỏ, chết làm thần khí phách không tan, còn làm dân Việt âm phù cho các Triều đại:
•	Năm 938, Ngài đã phò giúp Ngô Quyền phá tan quân Nam Hán, bắt sống tướng Hoằng Thao
•	Năm 951, Ngô Xương Văn (hậu Ngô Quyền) đem quân đi đánh giặc, qua chân núi Phù Lan, đến đêm mộng thấy hai vị Thần họ Trương hiện lên, xưng là người Phù Lan, đã trẫm tiết vì đại nghĩa, vẫn một lòng phò vua giúp nước, Ngài xin nhận trợ giúp dẹp loạn. Nhờ vậy Hậu Ngô Vương mới đánh tan được giặc ở Côn Luân.
•	Bài thơ thần NAM QUỐC SƠN HÀ ngân vang trong đền thờ Ngài ở xã Tam Lư đã phò giúp Lê Đại Hành đánh tan quân Tống vào ngày 23 tháng 10 năm Tân Tỵ (năm 981 DL)
•	Đời Lý Nhân Tông, niên hiệu Thái Ninh thứ Năm (năm Đinh Tỵ 1077 DL), một đêm trăng sáng như ban ngày, ở trên tầng mây trắng xoá, hai vị thần họ Trương lại hiện lên cùng rất đông quân lính, đều ngâm vang vài thơ Nam quốc sơn hà lần nữa. Lời bài thơ thần vang vọng, quân Tống nghe thấy thế hoảng sợ. Lý Thường Kiệt được Trương Đại Vương âm phù bằng lời thơ cổ vũ đánh giặc, khiến quân Tống thua to phải rút về Bắc Quốc.
•	Năm thứ Tư Trùng Hưng (năm Mậu Tý - 1288 DL), Trần Quốc Tuấn vâng lệnh vua làm lễ cầu đảo, xin bách thần trợ giúp đánh giặc, Ngài Trương Đại Vương linh ứng hiện lên phò giúp bắt sống Ô Mã Nhi, giúp Trần Quốc Tuấn đánh tan quân Nguyên xâm lược.
•	Năm Canh Thân (1740 DL), năm đầu niên hiệu Cảnh Hưng đời nhà Lê có giặc làm loạn, Ngài hiển linh trợ chiến, dẹp giặc xong được vua ban sắc phong có ý là: "Ngài là danh tướng đất Lĩnh Nam, phúc thần miền Giang Bắc, tỏ lòng trung liệt ở lưỡi kiếm trừ hung, ở lời thơ đuổi giặc, rủ khí thiêng lạ kỳ ở trong công cứu nước giúp an dân".
•	Năm 1873, thời vua Tự Đức, ở xứ Bắc Ninh có loạn, vùa cử ông Tôn Thất Thuyết đưa quân đi dẹp loạn. Ông đóng quân ở xã Phù Cầm, huyện Yên Phong. Ông Thuyết vào đình thờ Trương Đại Vương làm lễ cầu đảo, xin thần trợ giúp. Ngài hiện lên, dùng âm binh lấy hết hồn vía của quân giặc, quân giặc như bị trói buộc chân tay. Nhờ vậy ông Tôn Thất Thuyết đã dẹp toan giặc loạn.
Do các Ngài SỐNG LÀM TƯỚNG MẠNH, CHẾT LÀM THẦN THIÊNG, khảo sát qua các Triều đại, công lao phò vua, cứu quốc của các Ngài rất nhiều, không thể kể cho hết được. Theo Thần phả của làng Phù Long còn lưu giữ, các triều vua từ thời Hậu Lý Nam Đế (thế kỷ thứ VI), đến đời vua Khải Định (thế kỷ thứ XX), đã có 28 lần Đức Thánh Cả họ Trương được vua ban sắc phong.
Vua Hậu Lý Nam Đế vì khâm phục các Ngài đã ban sắc phong:
Ông Cả là: Vũ Lâm Lang Quả Nghị Linh Ứng Thượng tướng quân
Ông Hai là: Đại Thu Tướng quân
Và cấp tiền gạo cho làng Phù Long thờ ông Cả ở đền Vũ Lâm, và làng Bảo vệ thờ ông Hai ở đền Long Đại.
Ngày 18 tháng 03 năm 1993, đền Vũ Lâm được Nhà nước công nhận và xếp hạng: DI TÍCH LỊCH SỬ VĂN HOÁ CẤP QUỐC GIA
Đền Vũ Lâm đã có cách đây hơn 1400 năm, trải qua bao thăng trầm, biến cố của lịch sử, đến nay đã bị xuống cấp nghiêm trọng. Được sự quan tâm của các cấp từ Trung ương, đến địa phương, ngày 21 tháng 12 năm 2012, tức ngày mùng 9 tháng 11 năm Nhâm Thìn, Phòng Văn hoá và Thông tin huyện Phúc Thọ đã chủ trì tổ chức Lễ Khởi công tu bổ, chống xuống cấp Di tích Lịch sử Văn hoá đền Vũ Lâm
(BQL Di tích làng Phù Long -xã Long Xuyên sưu tầm và biên soạn)